# Love, et autres drogues
Love, et autres drogues ou L'Amour et les Autres Drogues au Québec (Love and Other Drugs), est un film américain réalisé par Edward Zwick et sorti en 2010. Il s'agit d'une adaptation du livre Hard Sell: The Evolution of a Viagra Salesman de Jamie Reidy.
Le film est présenté en avant-première au AFI Fest le 4 novembre 2010. Love, et autres drogues marque le retour d’Edward Zwick à la comédie après À propos d'hier soir..., sorti en 1986.

## Synopsis
New York, 1996. Jamie Randall (Jake Gyllenhaal) est un jeune commercial redoutable dont l’assurance et le physique avantageux sévissent aussi bien auprès des femmes que dans le magasin hi-fi où il travaille et où, des magnétoscopes aux radios portatives en passant par les télévisions, il parvient finalement à tout vendre.
Mais Jamie est renvoyé pour avoir couché avec la femme de son patron. Le jeune homme entreprend alors une formation de délégué médical chez Pfizer et se lance dans le métier de visiteur médical. Que ce soit auprès des infirmières ou bien de sa chef de promo, Jamie fait des ravages.
Mais il y a une personne qui semble insensible aux charmes de Jamie : Maggie Murdock (Anne Hathaway), 26 ans. Une jeune femme très séduisante et furieusement indépendante qui, comme Jamie, fuit l’engagement émotionnel, mais pour des raisons bien différentes. Elle est atteinte d'une forme précoce de la maladie de Parkinson et a décidé de vivre uniquement au jour le jour.
Malgré eux, ce qui devait être une histoire sans lendemain va alors s’intensifier. Tous deux vont bientôt voir leurs principes respectifs malmenés et devenir dépendants à la plus puissante des drogues qui soit et contre laquelle il n'existe aucun remède : l’amour.

## Fiche technique
- Titre français : Love, et autres drogues
- Titre québécois : L'Amour et les Autres Drogues
- Titre original : Love and Other Drugs
- Réalisation : Edward Zwick
- Scénario : Charles Randolph, Edward Zwick et Marshall Herskovitz, d’après le livre Hard Sell: The Evolution of a Viagra Salesman, de Jamie Reidy
- Musique : James Newton Howard
- Directeur de la photographie : Steven Fierberg
- Montage : Steven Rosenblum
- Distribution des rôles : Victoria Thomas
- Création des décors : Patti Podesta
- Direction artistique : Gary Kosko
- Décorateur de plateau : Meg Everist
- Création des costumes : Deborah Lynn Scott
- Sociétés de production : Bedford Falls Productions, Fox 2000 Pictures, New Regency Pictures, Regency Enterprises et Stuber Productions
- Société de distribution :  20th Century Fox
- Format : 1.85:1 - 35 mm - Couleur - Son Dolby
- Budget : 30 millions de dollars
- Genre : Comédie romantique et dramatique
- Pays de production :  États-Unis
- Langue originale : anglais
- Durée : 112 minutes
- Dates de sortie :
  - États-Unis et Canada : 24 novembre 2010
  - France, Belgique et Suisse : 29 décembre 2010
- Public : Tout public, mais accord parental conseillé à cause des scènes érotiques (France) - Restricted ; (États-Unis)

## Distribution
- Jake Gyllenhaal (VF : Cédric Dumond[1]) : Jamie Randall
- Anne Hathaway (VF : Caroline Victoria[1]) : Maggie Murdock
- Oliver Platt (VF : Daniel Lafourcade[1]) : Bruce Jackson
- Hank Azaria (VF : Guy Chapellier) : Dr Knight
- Gabriel Macht (VF : Thomas Roditi[1]) : Trey Hannigan
- Josh Gad (VF : Christophe Lemoine) : Josh Randall, le frère de Jamie
- George Segal : Dr James Randall, le père de Jamie
- Jill Clayburgh : Nancy Randall, la mère de Jamie
- Judy Greer : Cindy
- Katheryn Winnick : "Lisa"
- Jaimie Alexander : Carol
- Nikki DeLoach : Christy
- Scott Cohen : Ted Goldstein
- Ian Harding : un stagiaire chez Pfizer
- Kimberly Scott : Gail
- Megan Ferguson : Farrah, l'épouse de Josh
- Jo Newman : la fille avec Josh à la pyjama party

## Distinctions
- Nommé - Golden Globe du meilleur acteur dans un film musical ou une comédie pour Jake Gyllenhaal (2011)
- Nommé - Golden Globe de la meilleure actrice dans un film musical ou une comédie pour Anne Hathaway (2011)